# 丁鉉
丁鉉（14世纪—1449年），字用濟，江西豐城人。明朝官员。
永樂十三年（1415年），登進士，授太常寺博士。歷任工部員外郎、刑部員外郎、吏部員外郎，后進刑部郎中。正統三年（1438年），升爲刑部侍郎。正統九年，出任負責四川茶葉課徵，之後賑災江淮、山東、河南等地的饑荒，其為人能幹，治理有方。正統十三年，陪同明英宗北征，在土木之變中身亡。后贈刑部尚書，官其子丁琥為大理寺評事。後謚襄湣。